# Dalibor Svrčina
Dalibor Svrčina (ur. 2 października 2002 w Ostrawie) – czeski tenisista, zwycięzca juniorskiego Australian Open 2019 w grze podwójnej.

## Kariera tenisowa
W 2019 roku zwyciężył w finale juniorskiego Australian Open. Startując w parze z Jonášem Forejtekiem pokonał wówczas 7:6(5), 6:4 Cannona Kingsleya i Emilio Navę.
W karierze wygrał jeden singlowy turniej cyklu ATP Challenger Tour. Ponadto zwyciężył w jednym singlowym oraz trzech deblowych turniejach rangi ITF.
W rankingu gry pojedynczej najwyżej był na 167. miejscu (18 lipca 2022), a w klasyfikacji gry podwójnej na 452 pozycji (1 sierpnia 2022).

### Zwycięstwa w turniejach ATP Challenger Tour

#### Gra pojedyncza
| Końcowy wynik | Nr | Data             | Turniej | Nawierzchnia | Przeciwnik    | Wynik finału |
| ------------- | -- | ---------------- | ------- | ------------ | ------------- | ------------ |
| Zwycięzca     | 1. | 15 sierpnia 2021 | Praga   | Ceglana      | Dmitrij Popko | 6:0, 7:5     |

### Finały juniorskich turniejów wielkoszlemowych w grze podwójnej (1-0)
| Końcowy wynik | Nr | Data             | Turniej                    | Nawierzchnia | Partner        | Przeciwnicy                 | Wynik finału |
| ------------- | -- | ---------------- | -------------------------- | ------------ | -------------- | --------------------------- | ------------ |
| Zwycięzca     | 1. | 25 stycznia 2019 | Australian Open, Melbourne | Twarda       | Jonáš Forejtek | Cannon Kingsley Emilio Nava | 7:6(5), 6:4  |